# Mathias Wingmarck

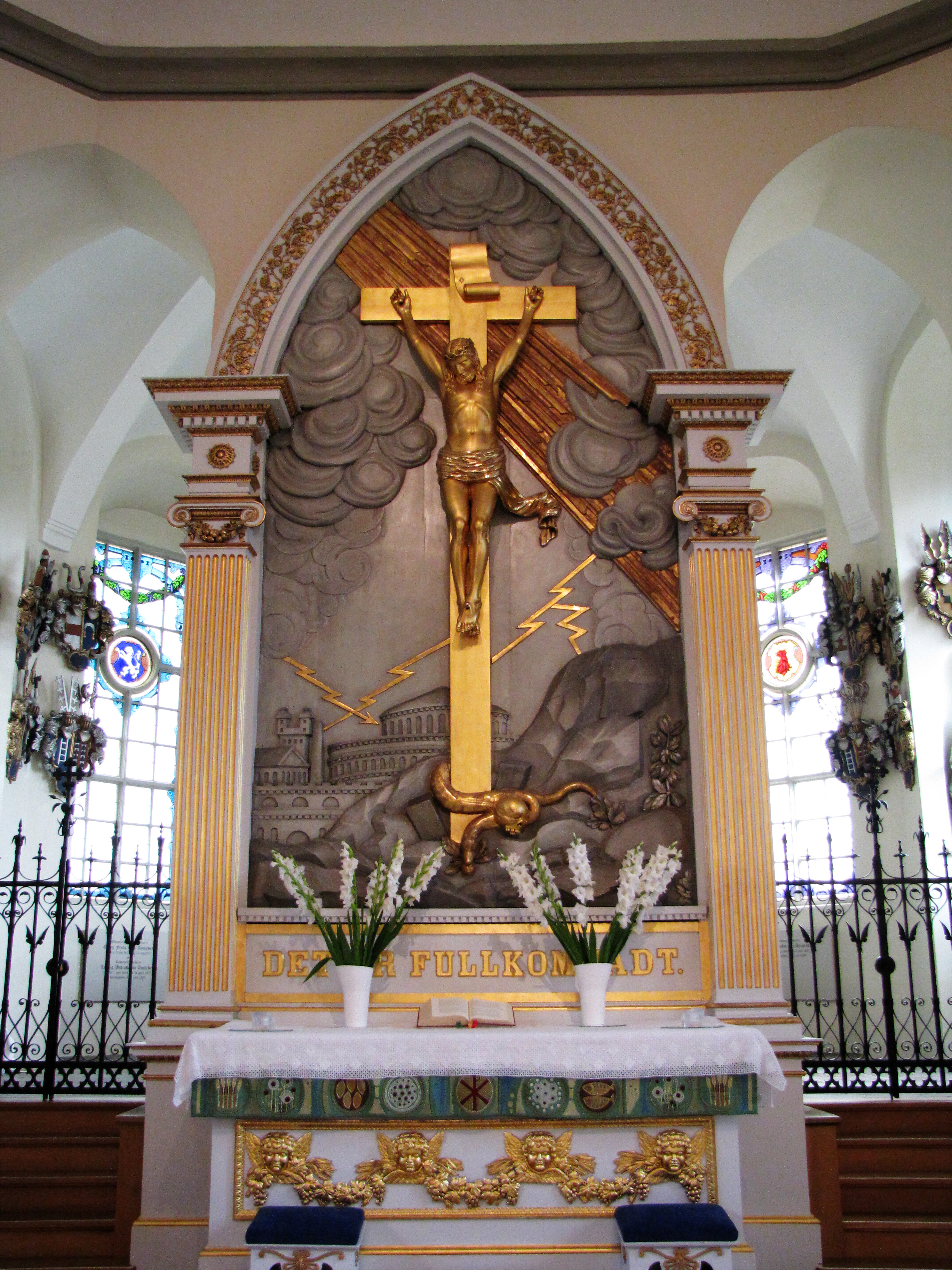
Altaruppsatsen i Christinæ kyrka.

Mathias Wingmarck, född omkring 1763, död 14 juli 1810 i Göteborg, var en svensk bildhuggare och spegelfabrikör.
Wingmarck flyttade som bildhuggargesäll till Göteborg från Karlskrona 1796 och fick burskap som bildhuggare i staden 1800. I kompanjonskap med sin verksgesäll PG Bylander startade han 1804 en fabrikation av speglar. Till Wingmarcks mer kända arbeten räknas altartavlan i Christinæ kyrka i Göteborg. Altaruppsatsen är märklig såsom varande en överflyttning av en berömd bildkonstnärs arbete till en förgylld tavla utförd i bildhuggeriarbete. 1795 gjorde Louis Jean Desprez en fullkomlig Escisse i målning till en ny altartavla men kyrkorådet ville hellre sin altartavla i basrelief. Wingmarck anlitades 1795 för att utföra en modell till en altartavla i relief och 1796 åtog han sig att efter modellen utföra altartavlan i naturlig storlek. Det färdiga arbetet är rätt stelt och kvalitativt underlägsen modellen som finns bevarad i kyrkans arkiv, troligen beror detta på att Wingmarck överlät det slutliga utförandet till någon av sina verkstadsmedarbetare.